# Sapri Calcio
L'A.S.D. Sapri Calcio è una società calcistica italiana con sede nella città cilentana di Sapri (SA). Nel 2023, grazie al titolo della Virtus Volla precedentemente ceduto al Casoria, è ripartita dal campionato di Eccellenza.
Le partite casalinghe della squadra si svolgono allo Stadio Italia di Sapri, situato vicino al ponte Brizzi.

## Storia

### Storia recente
Nella stagione 2008-2009 si classificò al terzo posto nel girone I e vinse la Coppa Italia Serie D.
Grazie a questi risultati ed all'esclusione di 8 società professioniste, acquisì il diritto di iscriversi al campionato di Lega Pro Seconda Divisione per la stagione 2009-10 risultando quinta assoluta nella graduatoria delle aventi diritto a sostituire le società escluse; la Lega Italiana Calcio Professionistico, immediatamente prima di ufficializzare le ammissioni in Lega Pro Seconda Divisione in base alla graduatoria, richiese un impegno economico sotto forma di fideiussione di 500.000 euro (invece dei 100.000 euro stabiliti precedentemente) da garantire in pochissimi giorni. Questa inattesa novità escluse di fatto il Sapri dalla possibilità di essere ammesso al campionato a favore di altre squadre aventi come unico titolo la tempestiva disponibilità della somma richiesta all'ultimo momento. Il 21 aprile 2011 una bufera si abbatté sulla squadra della spigolatrice, che venne sequestrata dalla Guardia di Finanza di Reggio Calabria nell'ambito della operazione "All Clean" contro la 'ndrangheta, in quanto la società aveva tra i propri soci membri che risalivano al clan della famiglia Pesce di Rosarno alla quale, nella medesima operazione, verranno sequestrati altri beni tra cui un'altra squadra di Serie D (il Cittanova Interpiana), per un ammontare di 190 milioni di euro. Nello stesso anno, il 26 luglio, divenne ufficiale la non ammissione al campionato di Serie D, mancato per debiti. Vani furono gli ultimi tentativi di Francesco Pugliese La Corte di salvare il titolo e trovare imprenditori capaci di garantire un futuro alla società e i 18000 € necessari per l'iscrizione del club al campionato dilettantistico nazionale. Ai tifosi non restò che il ricordo dell'unico trofeo in bacheca, la Coppa Italia di Serie D, e quella finale vinta contro la Villacidrese.

### Due fallimenti nel giro di due stagioni
Da luglio 2011, dopo la rinuncia alla Serie D della società, l'unica squadra cittadina restò il DLF Sapri che militava nel Girone Q di Seconda Categoria. Nel 2014 si fuse con la Nuova San Vito Calcio e la squadra che rappresentava la città divenne quindi la Nuova San Vito Sapri che militava nel Girone G della Prima Categoria Campana. Nell'estate 2017 cambiò ufficialmente denominazione in A.S.D. Sapri 1928. Dopo la stagione 2017-2018, culminata con la retrocessione in seconda categoria, la società Sapri 1928 non si iscrisse al campionato successivo. Un secondo tentativo di rifondazione si è avuto nel 2019 rilevando il titolo di prima categoria del Polisportiva Marina 1977 ma purtroppo anche questo è fallito nel giro di una sola stagione. Perde lo spareggio play out in eccellenza contro l'Apice retrocede, parteciperà al campionato di Promozione girone D 2024/2025.

## Allenatori e presidenti
| Allenatori - 1928-2002 ... - 2002-2003 Roberto Pidone - 2003-2008 ... - 2008-2009 Pasquale Logarzo - 2009-2010 Andrea Pensabene - 2010-2011 Alfonso Pepe - 2011-oggi ... | Presidenti - ????-2010 Sergio Fortunato - 2010 Giovanni Ferro - ????-2011 Vincenzo Calce |  |

## Palmarès

### Competizioni nazionali
- Coppa Italia Serie D: 1

2008-2009

### Competizioni regionali
- Eccellenza: 1

2002-2003 (girone B)
- Coppa Italia Dilettanti Campania: 1

1998-1999

### Altri piazzamenti
- Serie D:

Secondo posto: 2004-2005 (girone I)
Terzo posto: 2008-2009 (girone I)
- Eccellenza:

Secondo posto: 1998-1999 (girone B)
Terzo posto: 2001-2002 (girone B)
- Coppa Italia Dilettanti Campania:

Finalista: 1999-2000

## Statistiche e record

### Partecipazione ai campionati
| Livello | Categoria | Partecipazioni | Debutto   | Ultima stagione | Totale |
| ------- | --------- | -------------- | --------- | --------------- | ------ |
| 5º      | Serie D   | 8              | 2003-2004 | 2010-2011       | 8      |